# Тбилисский национальный парк
Тбилисский национальный парк (груз. თბილისის ეროვნული პარკი) — национальный парк Грузии.
Находится в 25 километрах к северу от Тбилиси, на хребте Сагурамо-Иално, близ города Мцхета. Основная часть парка относится к Мцхета-Мтианетскому региону, часть к региону Квемо-Картли. Располагается на высоте от 600 до 1800 метров над уровнем моря на склонах Иалнойской (1874 м), Сагурамской (1385 м), Сабадурской и Иквливской горных гряд. Площадь парка составляет 23 218 Га.

## Описание
Парк делится на пять частей: Сагурамо, Глдани, Марткопи, Гулелеби и Гардабани. 90 % территории покрыто лесами. Среди деревьев встречаются: дуб, граб, бук, груша кавказская, клен, явор, рябина и другие. Всего в парке произрастает порядка 700 видов растений (675 из них многолетние). Из произрастающих на территории парка видов деревьев наибольшее распространение имеют бук, дуб, граб. Образуемый ими древостой занимает 16 122 га, или 92,9 % лесной площади, доля хвойных пород незначительна — 256 га (1,52 %), остальные 5,7 % приходятся на такие породы, как ясень, клён, липа, груша дикая, грабинник и другие.
К охраняемым млекопитающим в парке относятся: олень, рысь, евразийский бурый медведь, рыжая лиса и шакал. Фауна парка представлена несколькими видами крупных животных, в том числе кавказским благородным оленем.
По территории парка протекает несколько рек (Глданула, Тедзами, Лочини, Алихеви и Норио) относящихся к бассейну реки Куры, так же на его территории располагается большое количество озёр (самые большие Накерала и Мамкоди). Насчитывается 76 родников с питьевой водой.
К достопримечательностям расположенным на территории парка относятся: монастырь Джвари, монастырь Зедазени, Мамкодский монастырь, Марткопский монастырь, церковь Святого Григолы, руины церкви Асур Сакдари, разрушенный Дворец Веджини, а также Дом-музей Ильи Чавчавадзе в деревне Сагурамо.
Инфраструктура парка менее развита, чем в других грузинских национальных парках. К его удобствам можно отнести несколько участков для пикников под открытым небом и близость к Тбилиси. На территории парка обустроены три велосипедных маршрута.

## История
Основан в 1973 году на базе ранее существовавшего национального заповедника Сагурамо (основан в 1946 году) и является старейшим национальным парком в Грузии. К началу 2000-х годов был заброшен, в силу чего был лишён статуса национального парка. В 2007 году он возобновил свою деятельность на базе Сагурамовского государственного заповедника. Несмотря на отсутствие туристической инфраструктуры, в 2013 году в парке были проведены работы по разметке велосипедных треков. Работы осуществила неправительственная организация «Зеленый Боржоми» при финансовой поддержке миссии Швейцарии.

## Галерея

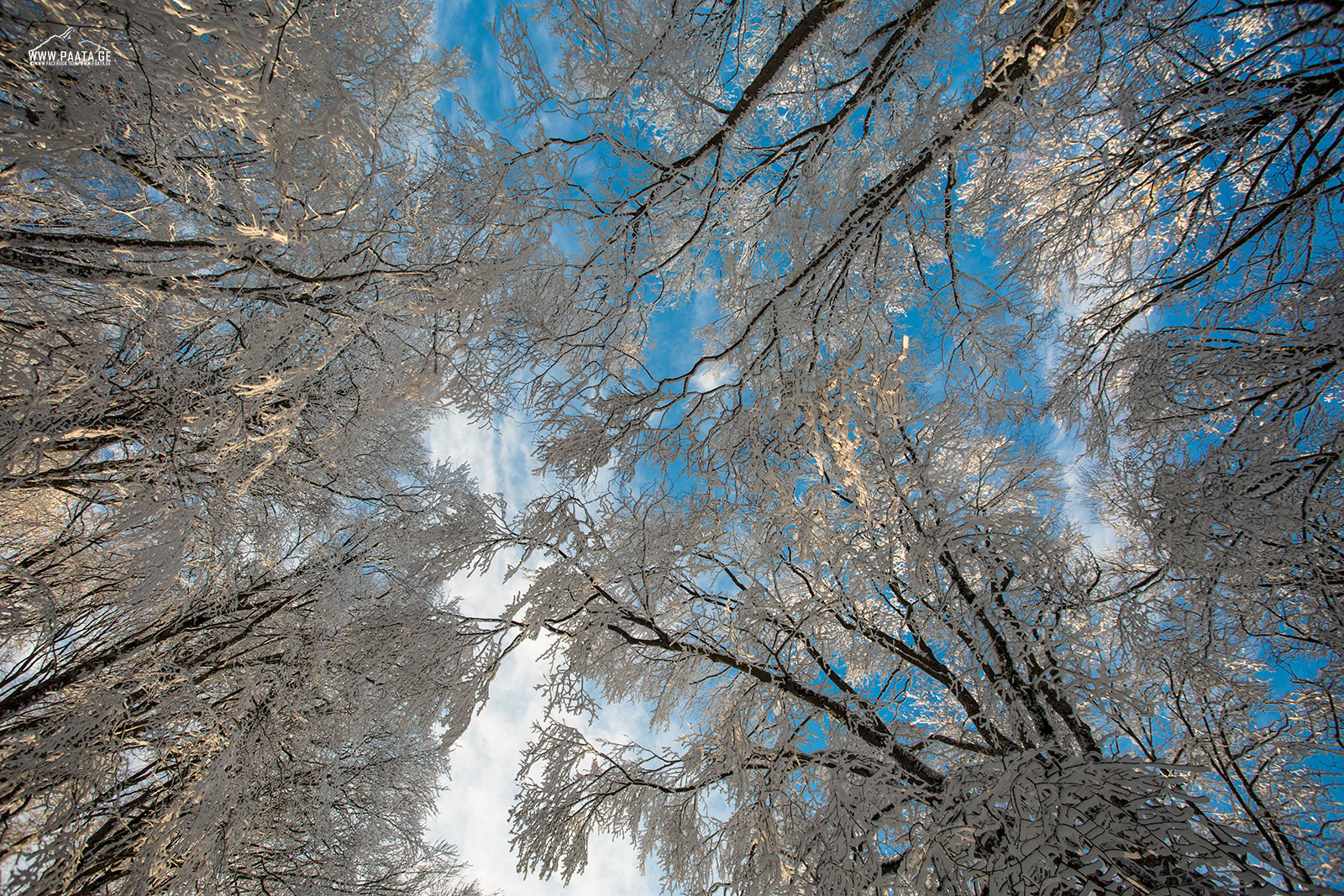
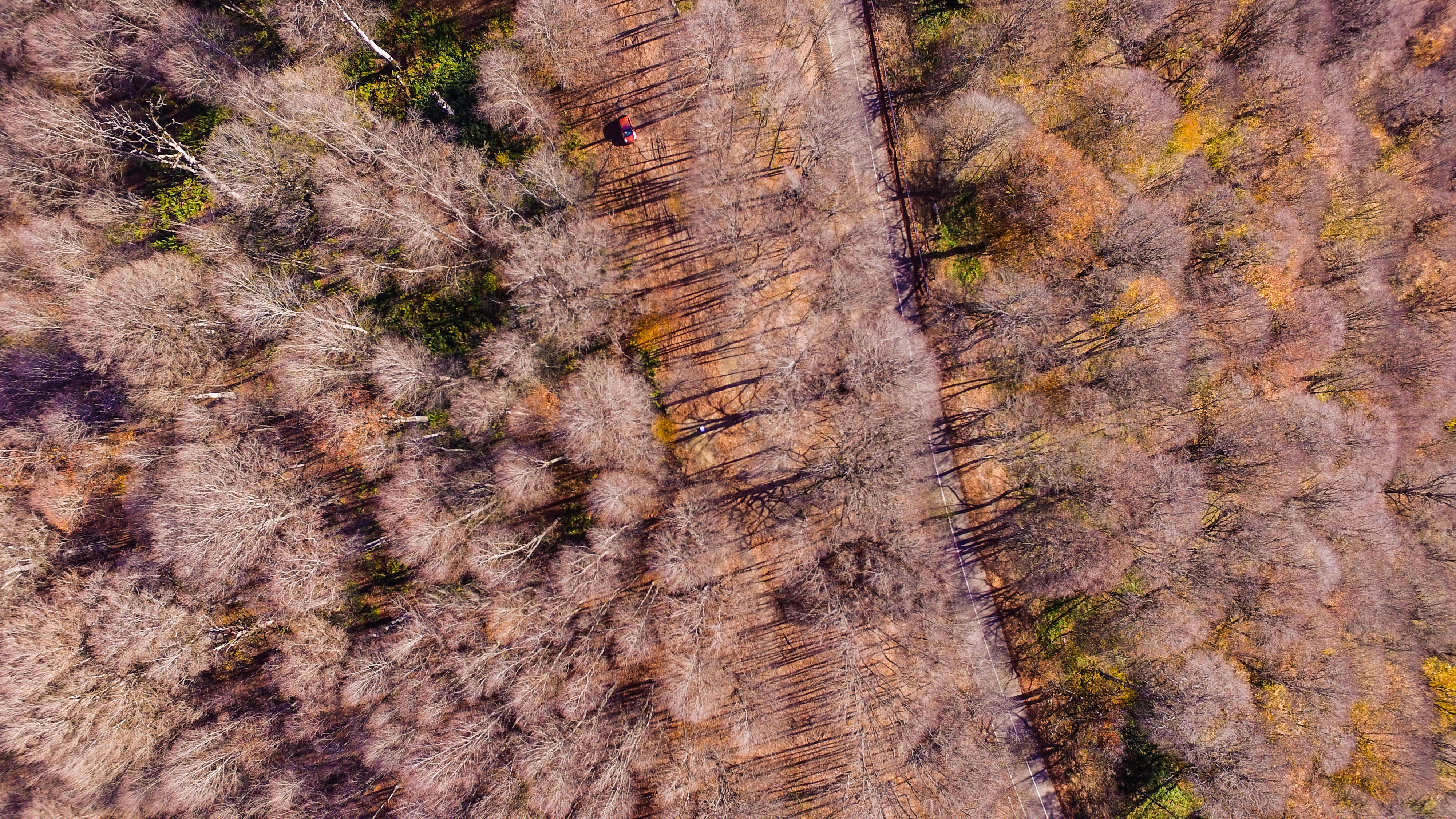
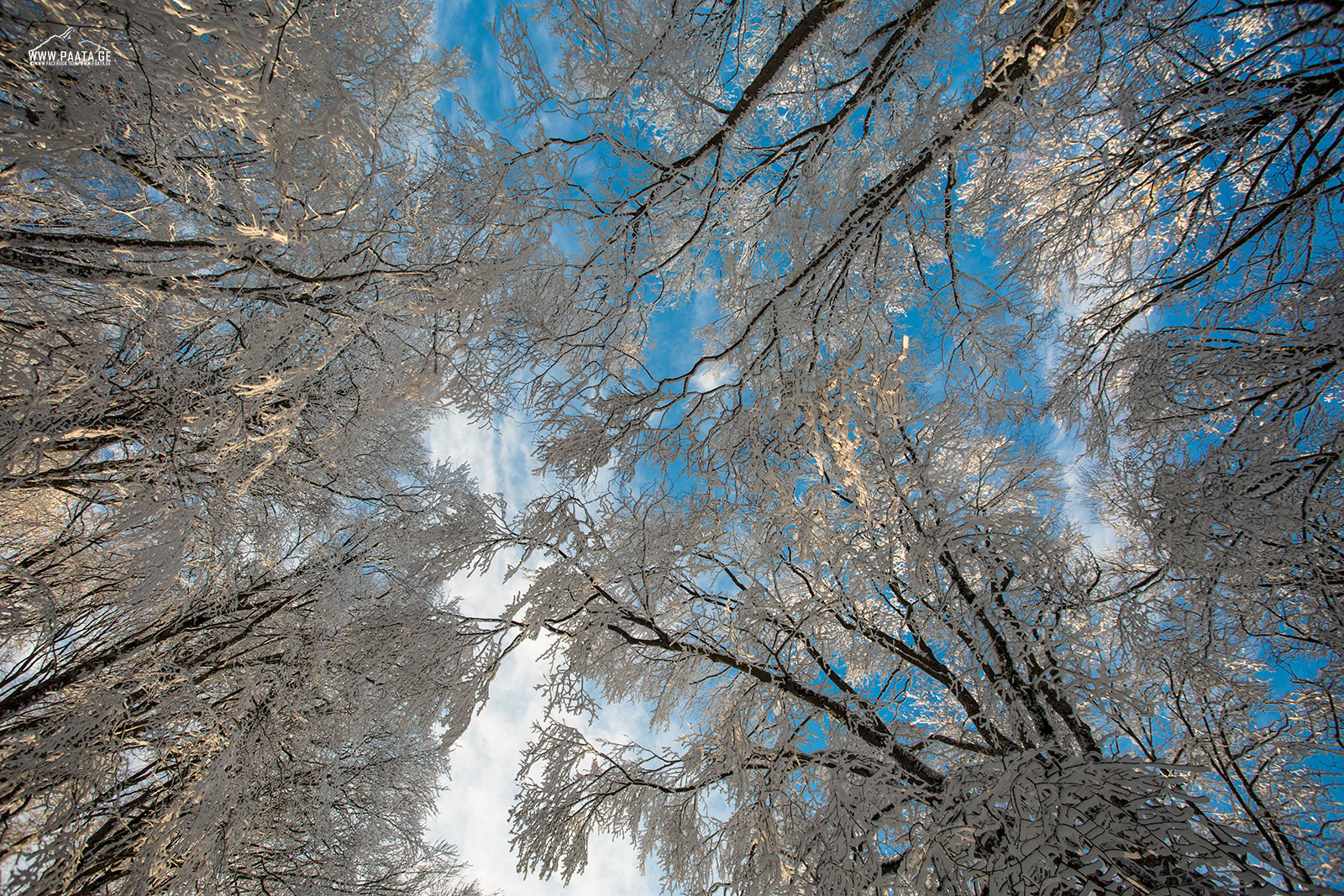
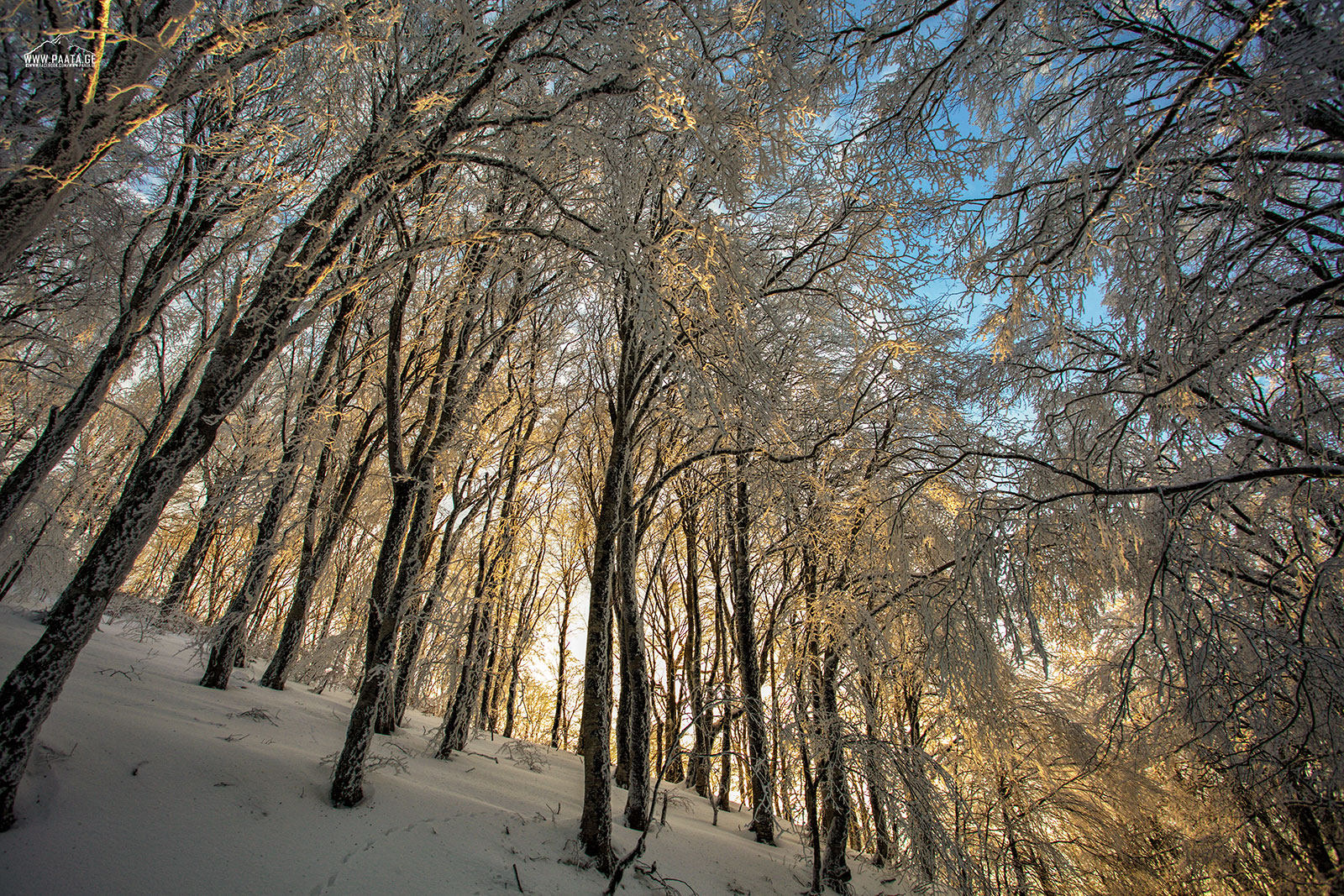
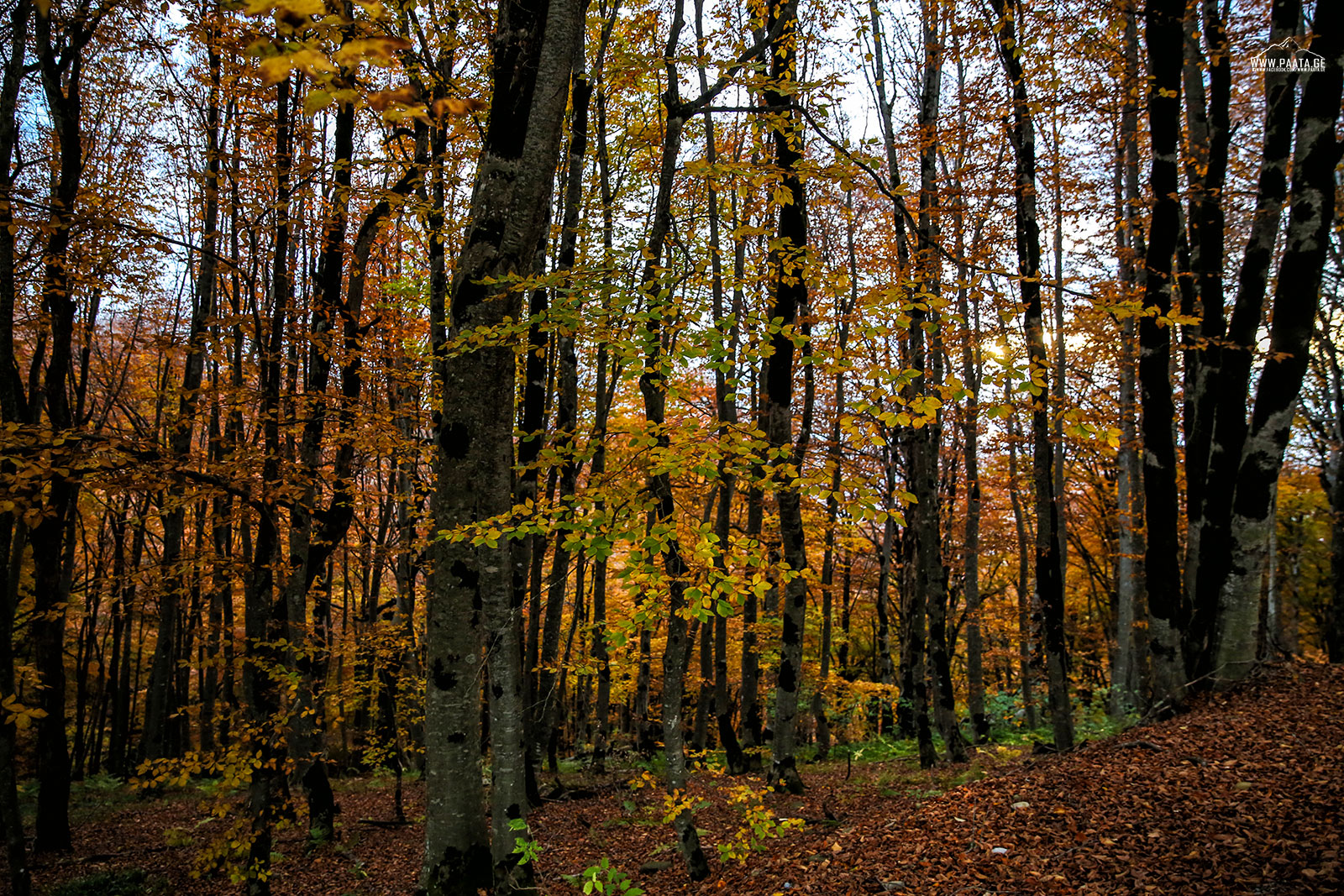
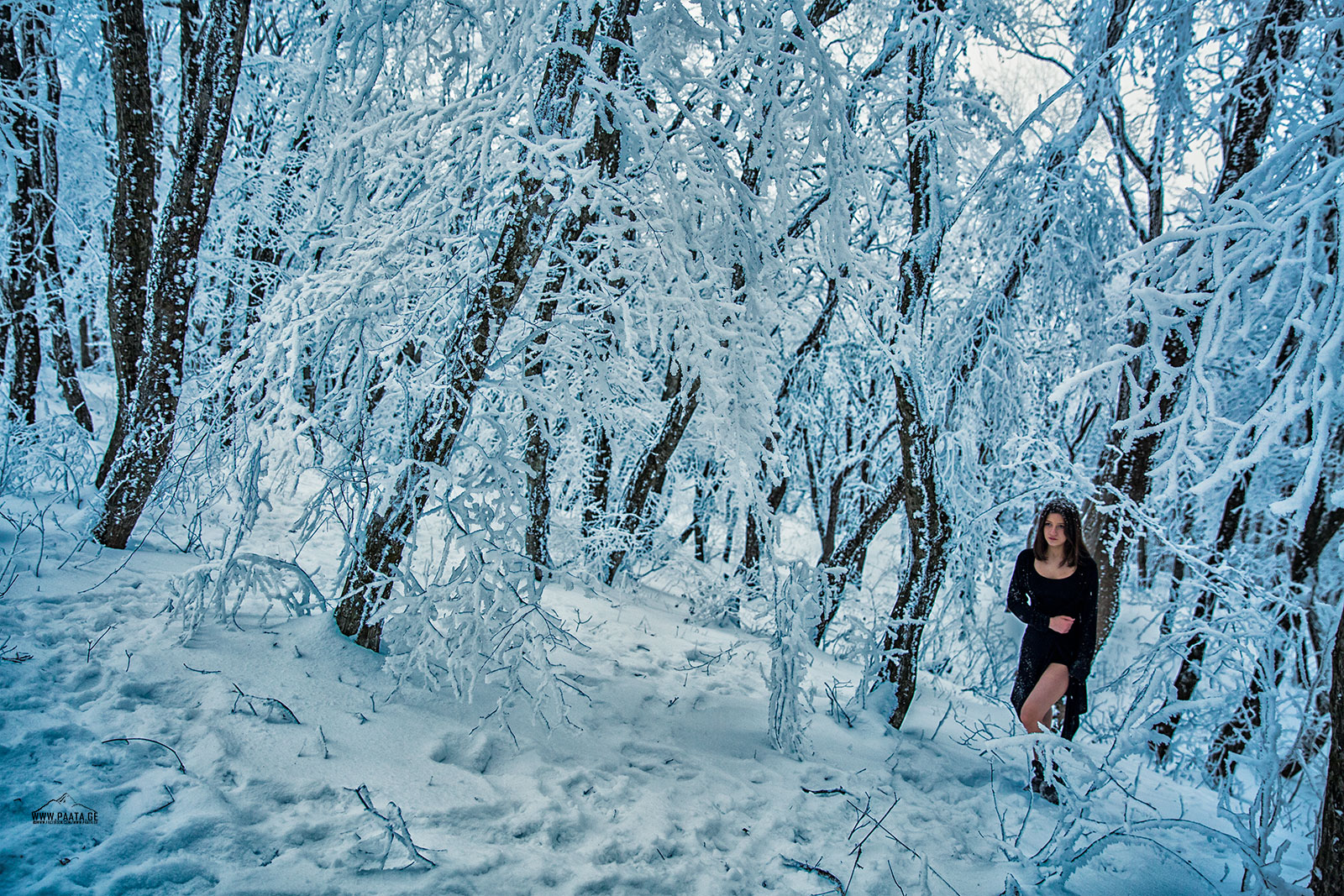
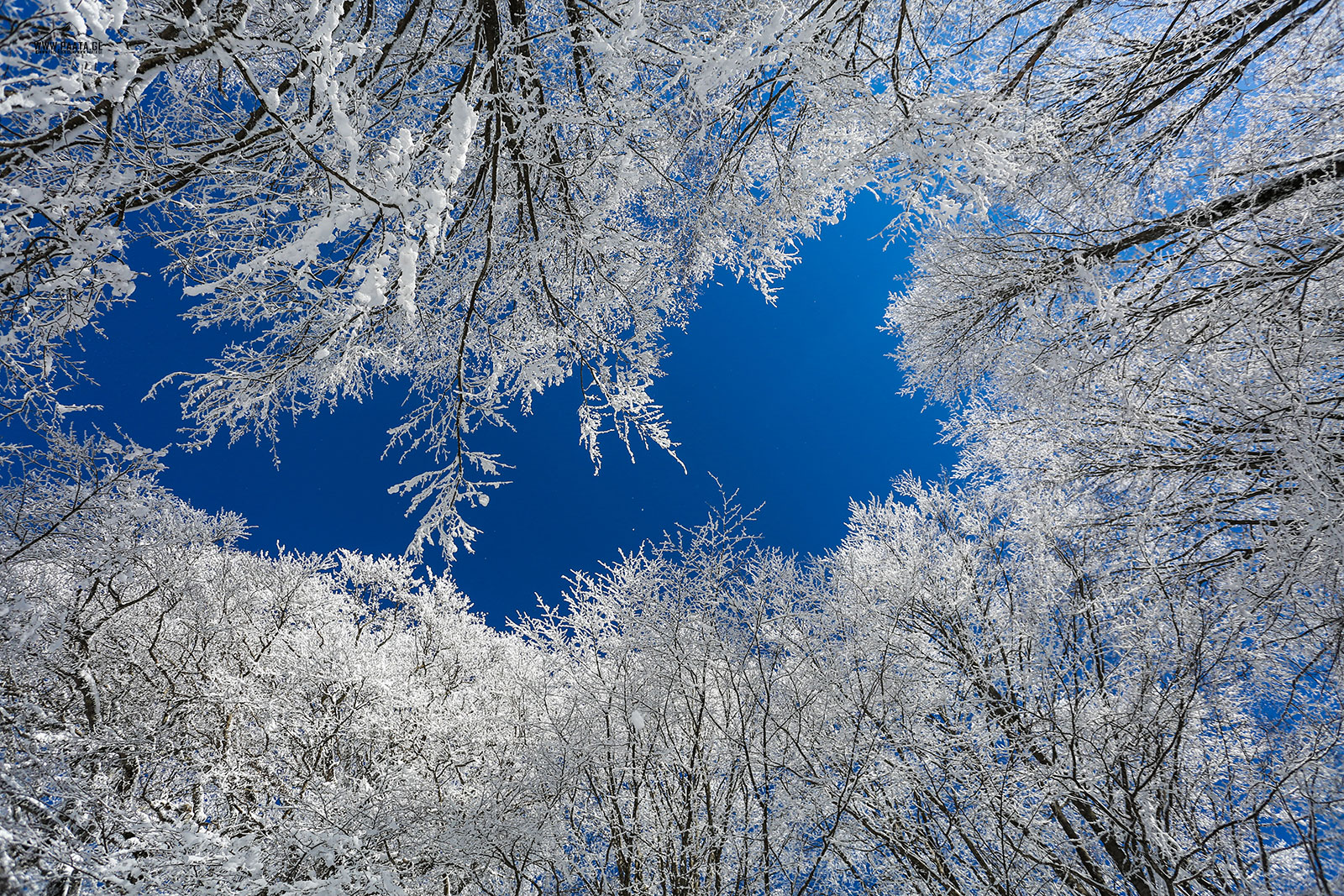
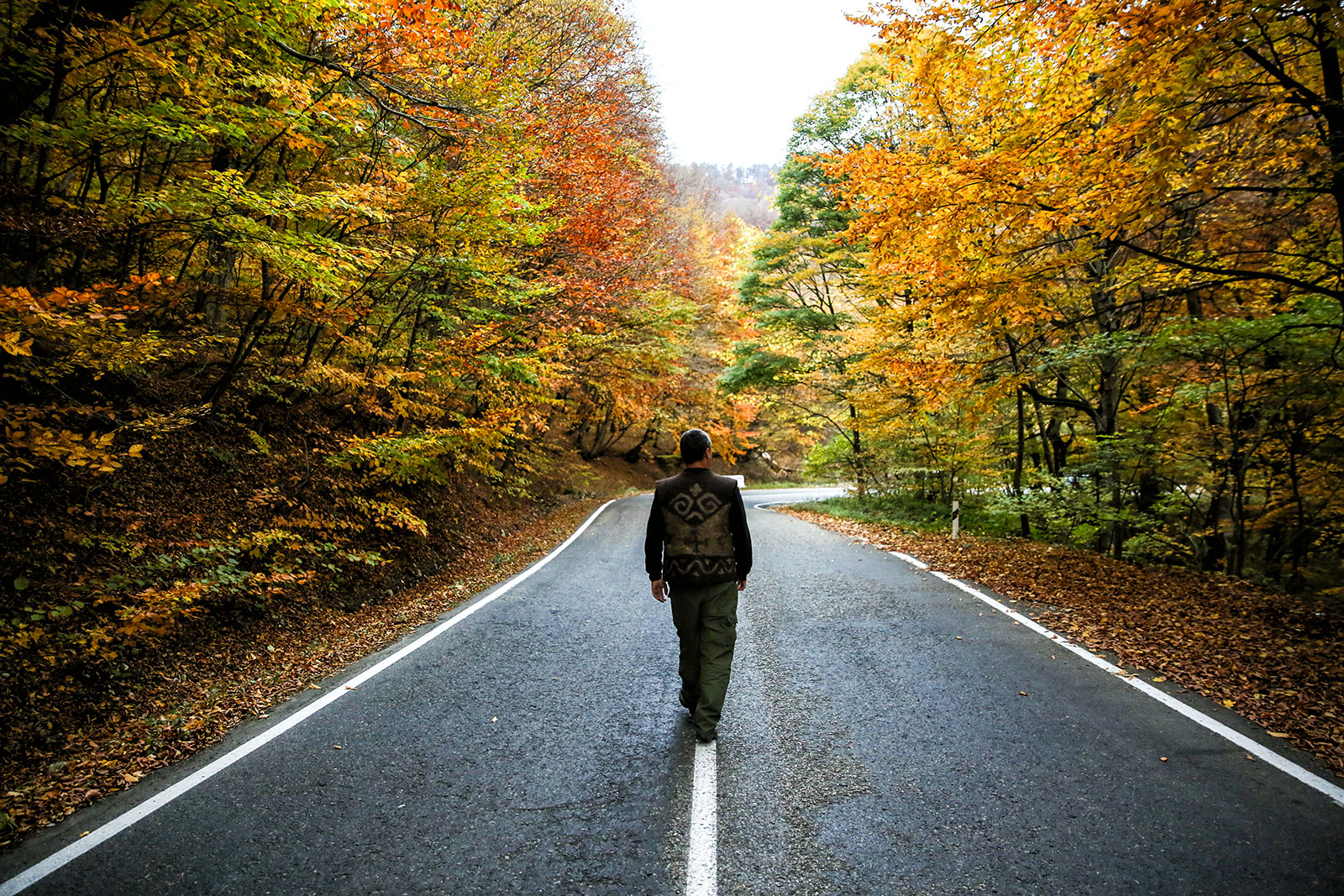
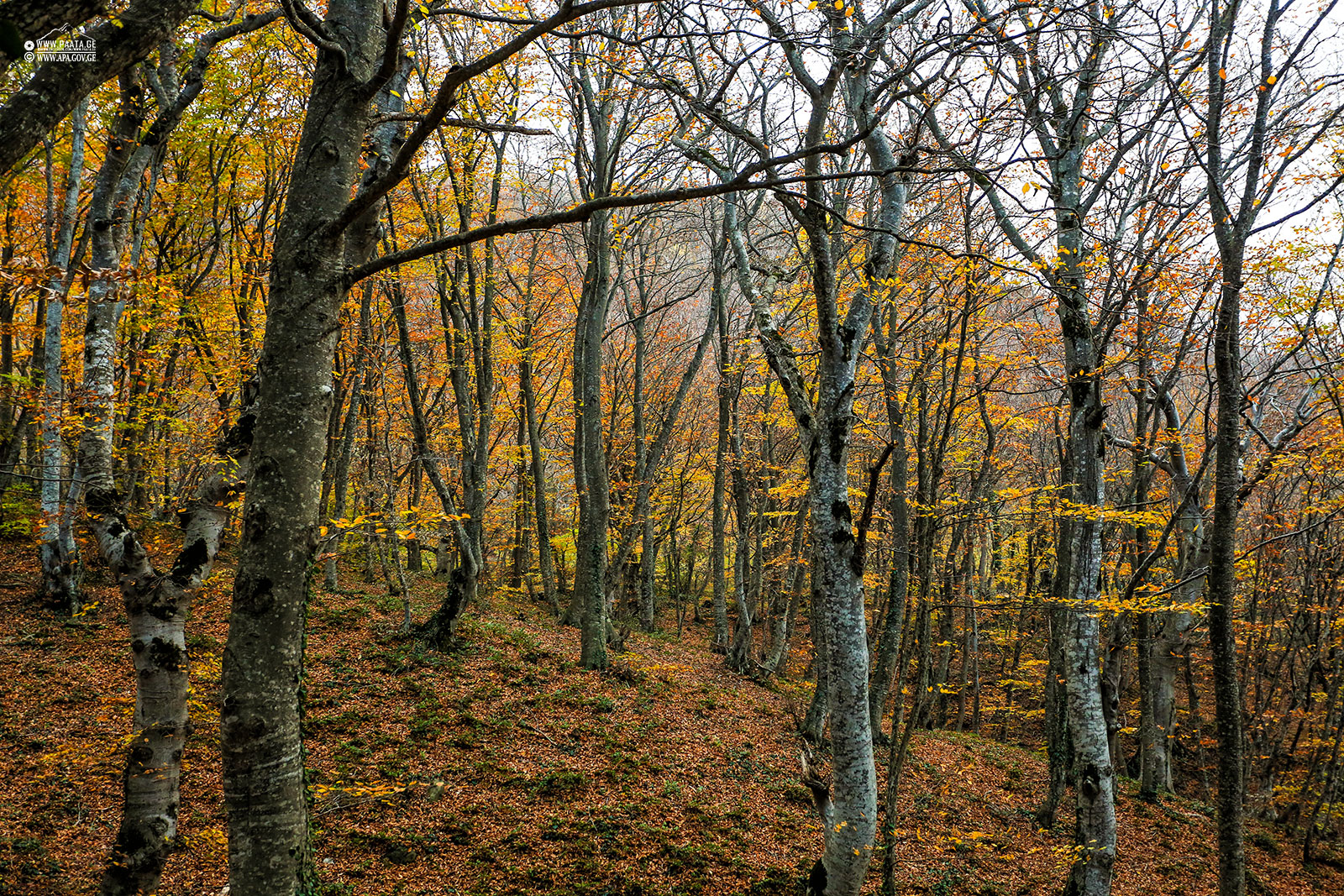
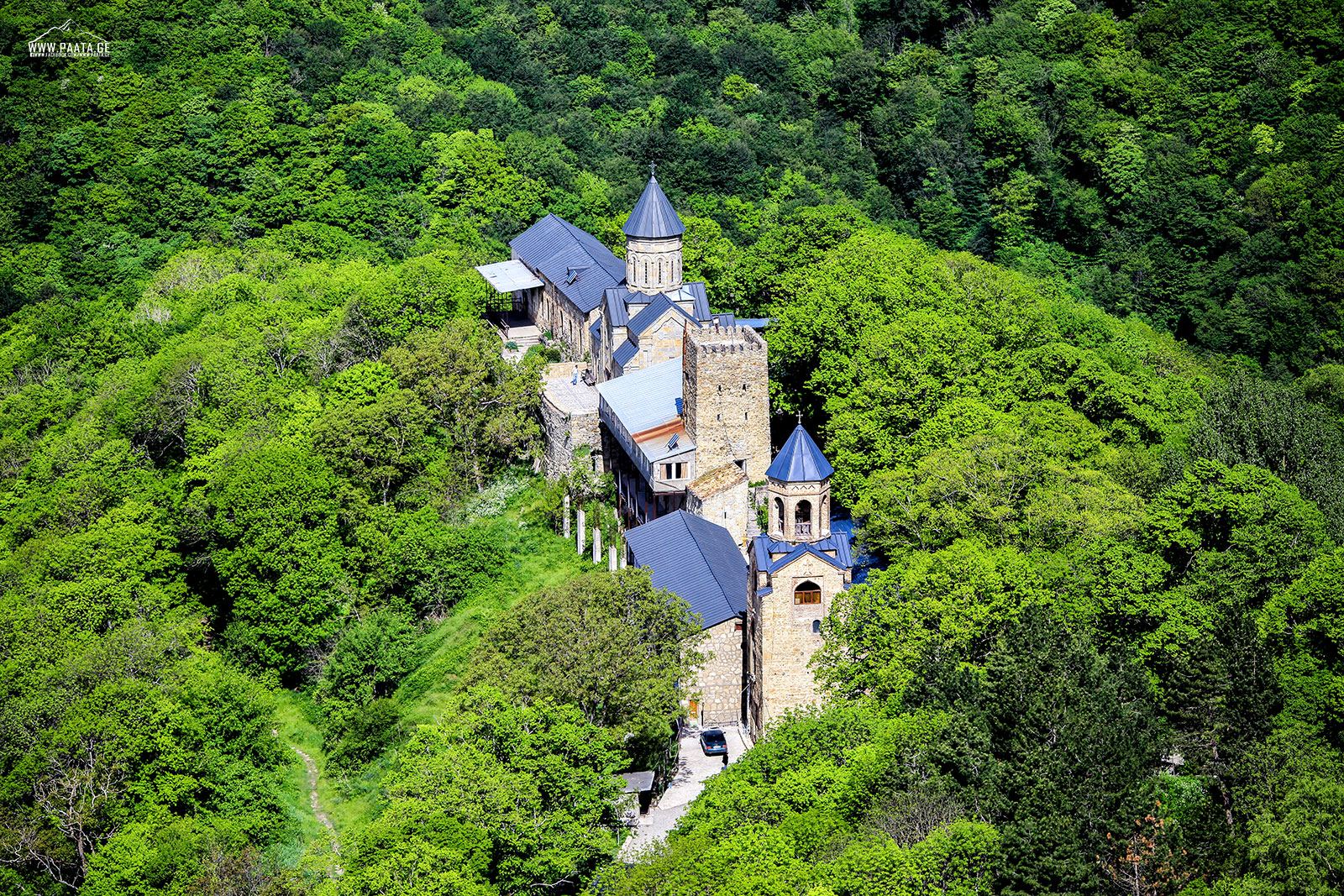
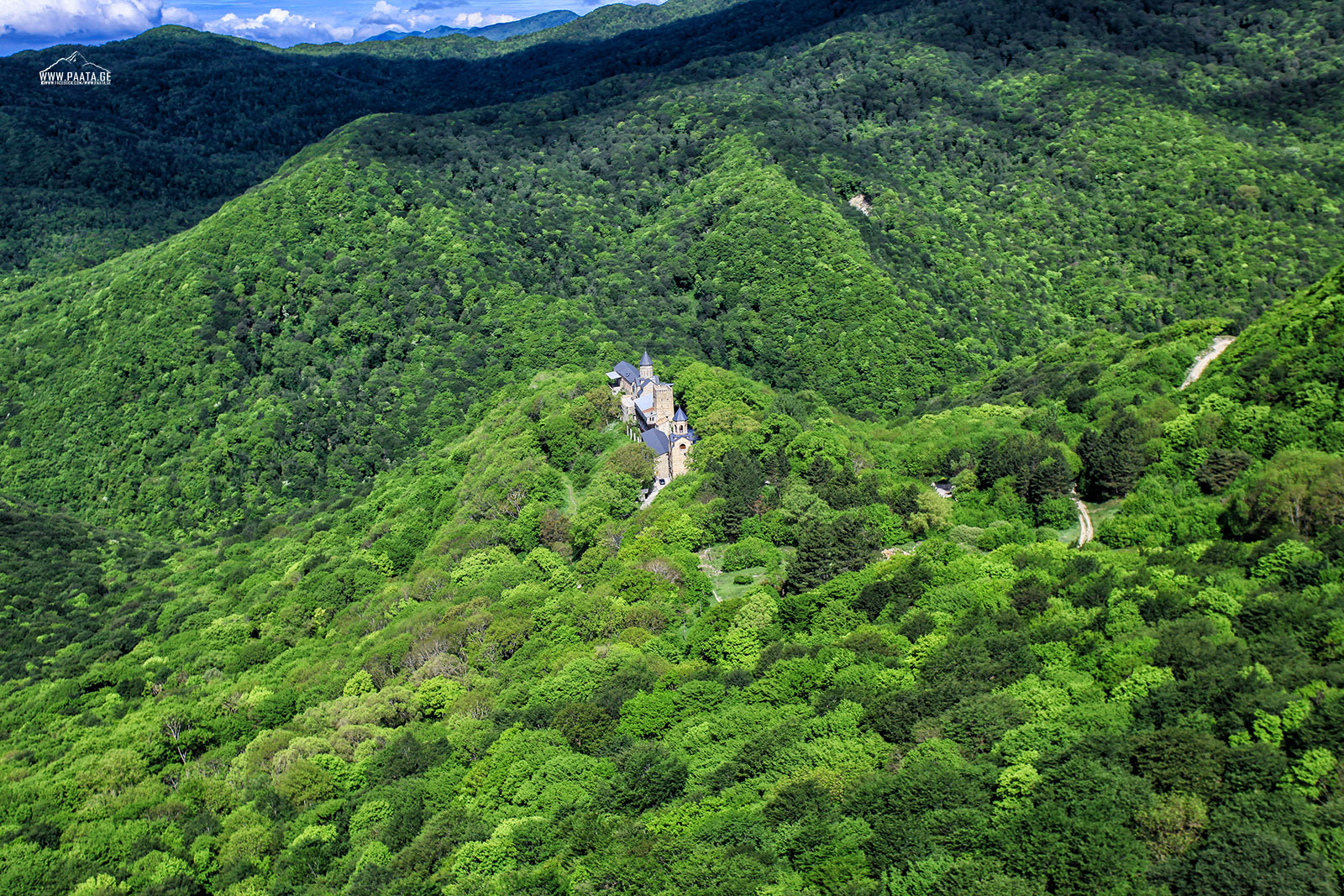
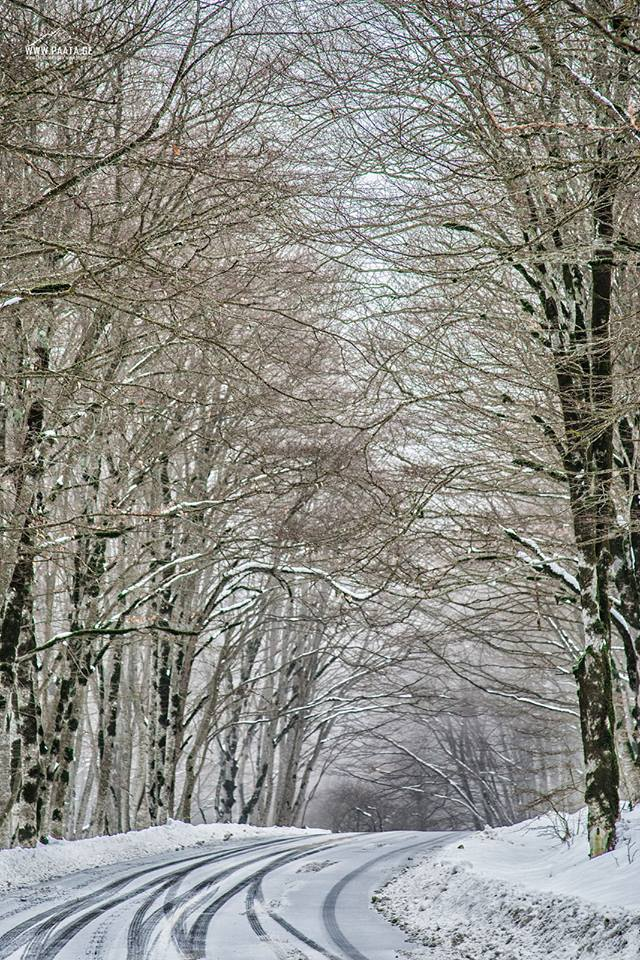